# Любошина
45°19′ пн. ш. 15°10′ сх. д. / 45.31° пн. ш. 15.16° сх. д.
Любошина (хорв. Ljubošina) — населений пункт у Хорватії, у Приморсько-Горанській жупанії у складі міста Врбовсько.

## Населення
Населення за даними перепису 2011 року становило 173 осіб.
Динаміка чисельності населення поселення:

## Клімат
Середня річна температура становить 9,37 °C, середня максимальна – 23,04 °C, а середня мінімальна – -6,49 °C. Середня річна кількість опадів – 1397 мм.
| Клімат поселення                              | Клімат поселення | Клімат поселення | Клімат поселення | Клімат поселення | Клімат поселення | Клімат поселення | Клімат поселення | Клімат поселення | Клімат поселення | Клімат поселення | Клімат поселення | Клімат поселення | Клімат поселення |
| Показник                                      | Січ.             | Лют.             | Бер.             | Квіт.            | Трав.            | Черв.            | Лип.             | Серп.            | Вер.             | Жовт.            | Лист.            | Груд.            |                  |
| Середній максимум, °C                         | 6,06             | 7,82             | 11,22            | 15,36            | 19,66            | 23,04            | 22,31            | 21,92            | 18,07            | 13,86            | 8,19             | 4,64             |                  |
| Середня температура, °C                       | −0,22            | 1,55             | 4,95             | 9,07             | 13,39            | 16,74            | 18,63            | 18,26            | 14,39            | 10,19            | 4,52             | 0,98             |                  |
| Середній мінімум, °C                          | −6,49            | −4,72            | −1,33            | 2,80             | 7,11             | 10,47            | 14,97            | 14,60            | 10,72            | 6,51             | 0,85             | −2,68            |                  |
| Норма опадів, мм                              | 81               | 88               | 101              | 123              | 110              | 127              | 101              | 109              | 129              | 152              | 155              | 121              |                  |
| Середньомісячна швидкість вітру, м/с          | 1.78             | 1.94             | 2.24             | 2.16             | 2.04             | 1.86             | 1.82             | 1.75             | 1.72             | 1.76             | 1.95             | 1.95             |                  |
| Середньомісячна сонячна радіація, кДж/м²·день | 4237             | 6958             | 10300            | 14729            | 18905            | 20528            | 21907            | 18743            | 13752            | 8767             | 4643             | 3532             |                  |
| --------------------------------------------- | ---------------- | ---------------- | ---------------- | ---------------- | ---------------- | ---------------- | ---------------- | ---------------- | ---------------- | ---------------- | ---------------- | ---------------- | ---------------- |
| Джерело:                                      |                  |                  |                  |                  |                  |                  |                  |                  |                  |                  |                  |                  |                  |